# TI-Nspire

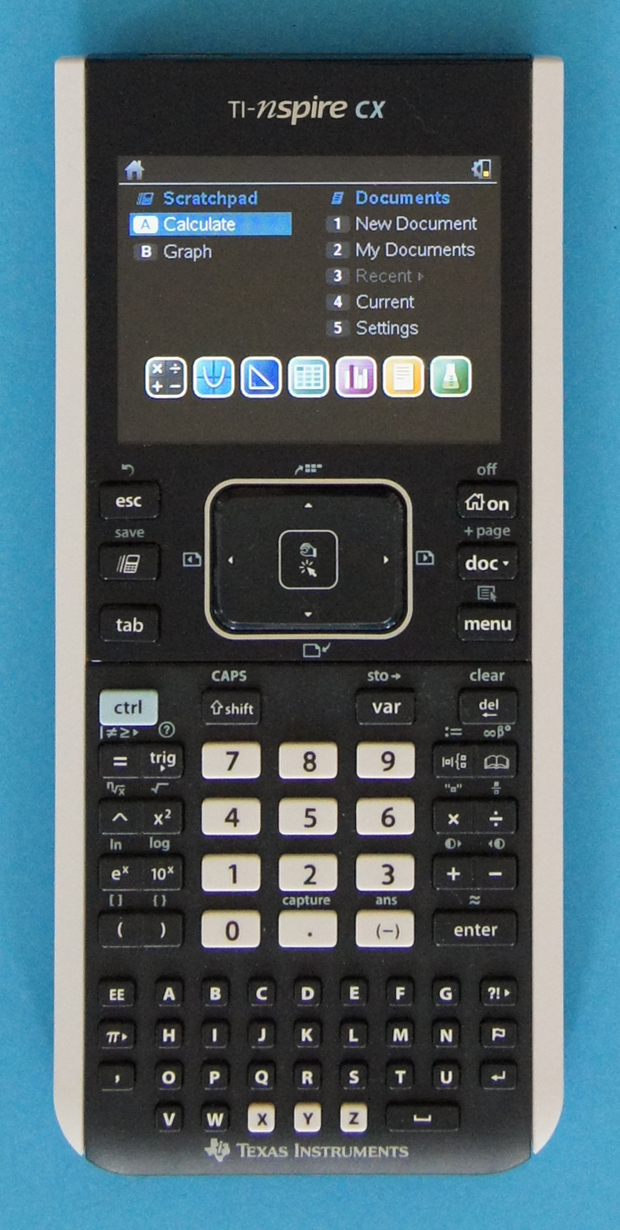
TI-Nspire CX.

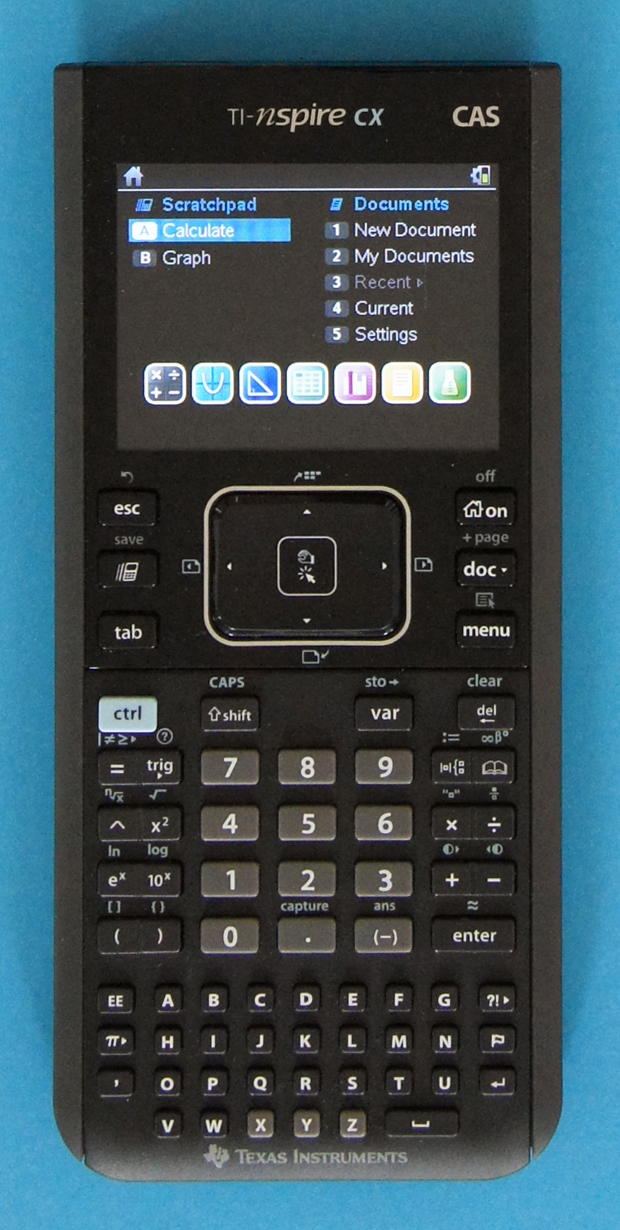
TI-Nspire CX CAS.

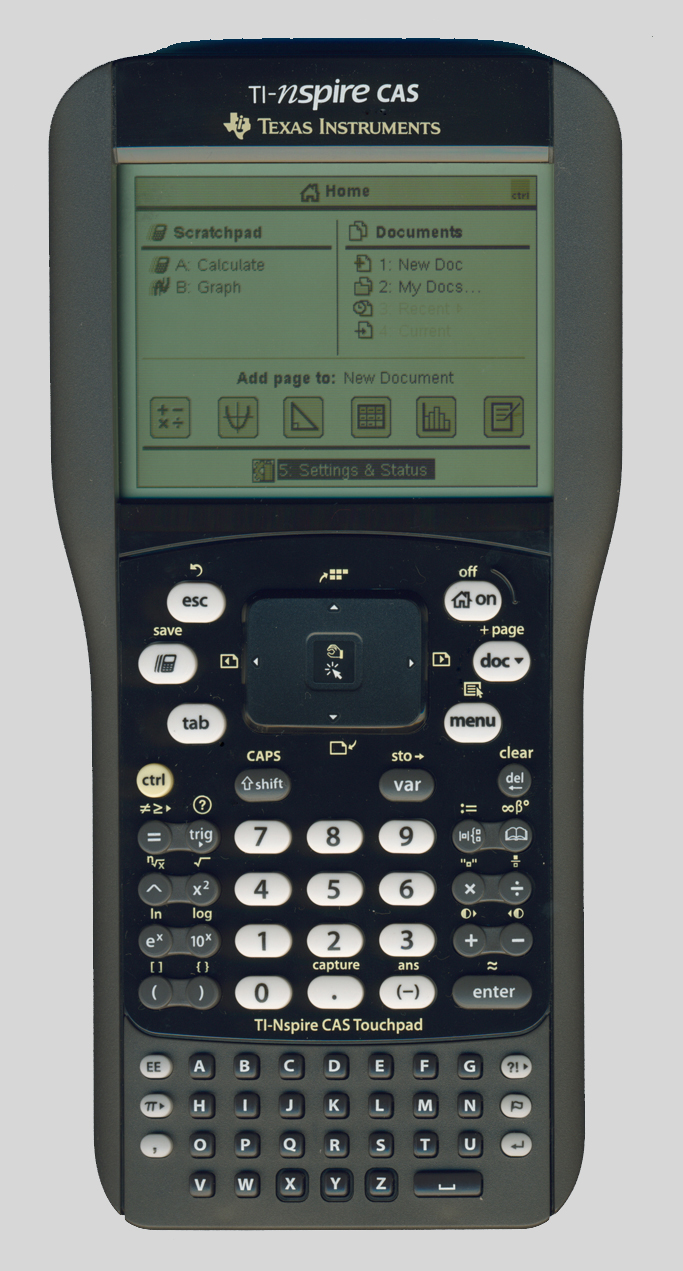
TI-Nspire CAS con Touchpad.

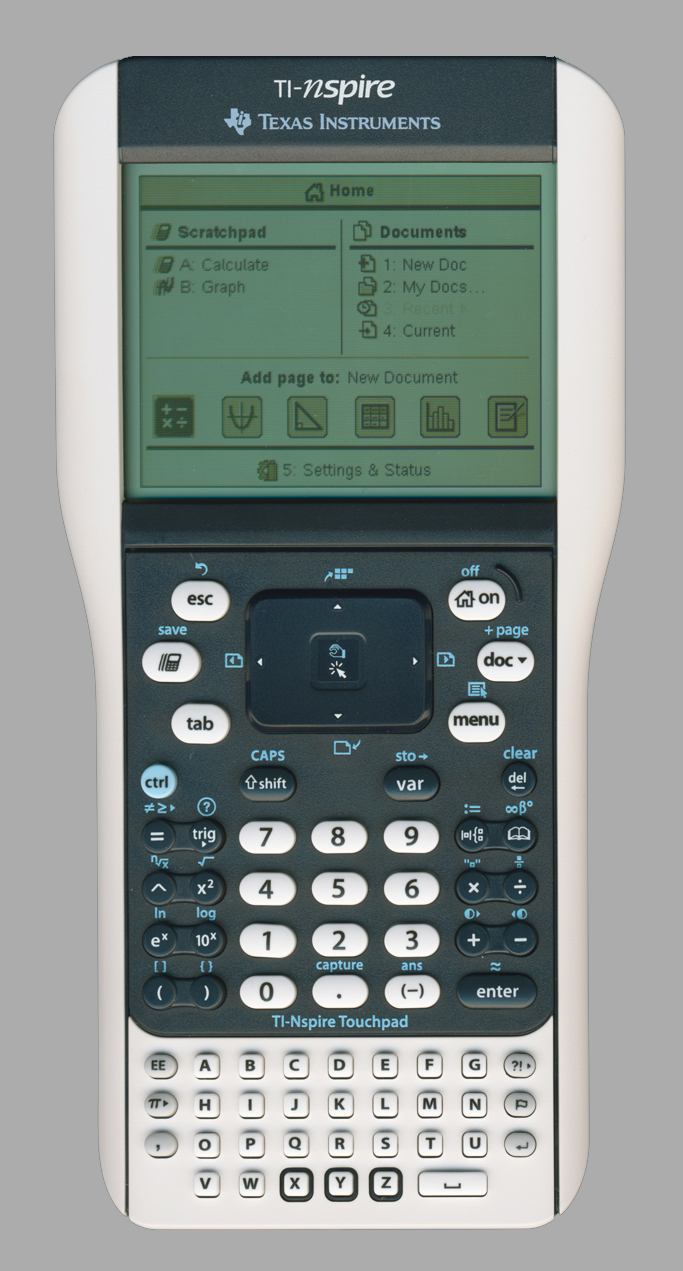
TI-Nspire con Touchpad.

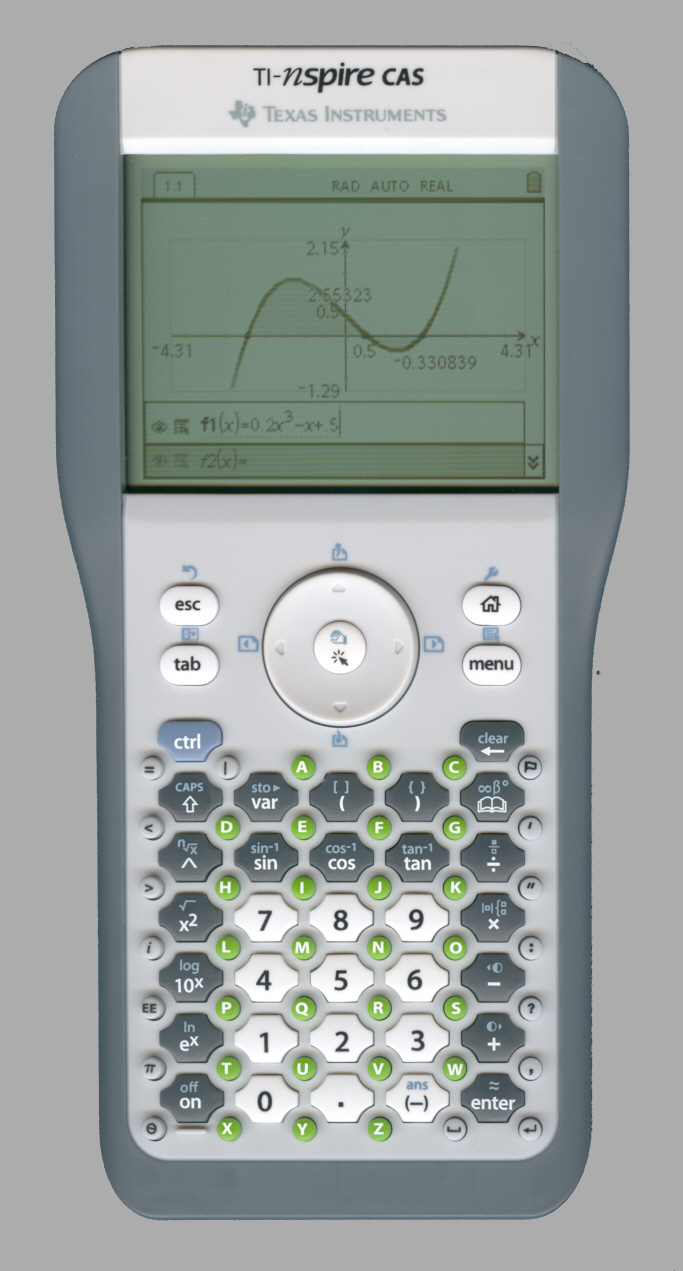
TI-Nspire CAS.

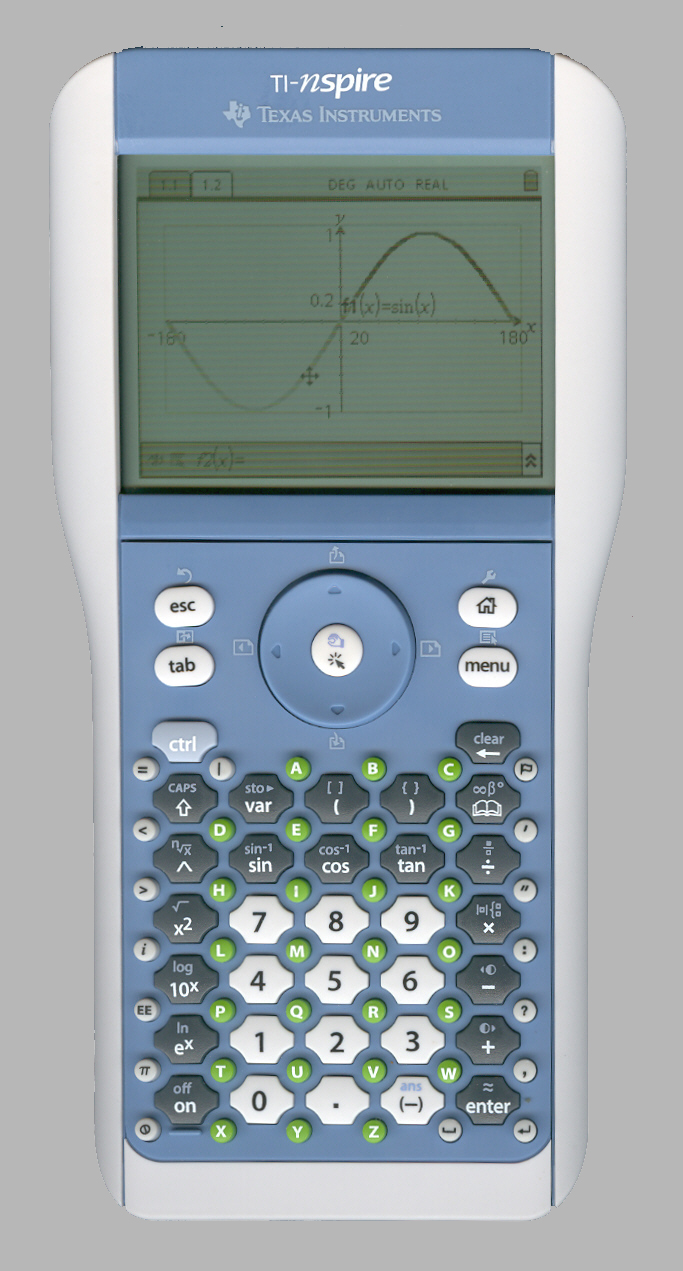
TI-Nspire.

La familia TI-Nspire es una serie de calculadora gráfica desarrollada por Texas Instruments. Esta línea está conformada actualmente por las calculadoras TI-Nspire, TI-Nspire CX y TI-Nspire CX CAS, así como también por el Sistema TI-Nspire Navigator. Además, cuentan con un software TI-Nspire para Windows y Mac OS X. En 2010 Texas Instruments actualizó las calculadoras a las versiones Touchpad que vienen con el Software de TI-Nspire CAS y soporte opcional de pilas recargables. En 2011 Texas Instruments anunció dos nuevos modelos de la familia TI-Nspire: la Nspire CX y la TI-Nspire CX CAS. Las principales novedades son la pantalla en color, batería recargable y diseño delgado.

## Dispositivos
La familia de calculadoras TI-Nspire han mejorado mucho en comparación con el hardware antiguo. Las calculadoras TI-Nspire y TI-Nspire CAS poseen una nueva pantalla LCD con una mayor resolución (320x240 píxeles), capaz de mostrar dieciséis tonos de grises. Las calculadoras TI-Nspire CX y TI-Nspire CX CAS utilizan una pantalla de 16-bit en color. Tanto la TI-Nspire CAS como TI-Nspire tanto utilizan un controlador de TI-NS2006A con velocidad de 90 MHz.
La familia TI-Nspire ofrece la posibilidad de mostrar las variables dinámicamente enlazadas desde una aplicación a otra. Por ejemplo, si una aplicación de la calculadora tiene una ecuación almacenada en la variable x puede aparecer en la aplicación gráfica que grafica la variable compartida. Los cambios realizados a las variables de hecho en una sola aplicación afectará a los demás en tiempo real.

Además de la variable de enlace dinámico, la TI-Nspire también muestra expresiones matemáticas en Prettyprint, lo que permite introducir y mostrar las expresiones matemáticas de la forma en que se escribe en papel.

### TI-Nspire
La calculadora TI-Nspire es parecida a la TI-84 Plus en características y funcionalidad. Y puede parecerse más aún a través de un complemento reemplazable en el teclado (incluido) y contiene una emulador TI-84 Plus. Probablemente el objetivo de este complemento sean las secundarias que utilizan la TI-84 Plus en la actualidad, o los libros de texto que utilizan la TI-83 (Plus) y TI-84, además de permitir una transición a la familia TI-Nspire con mayor facilidad.
Dado que la TI-Nspire carece de un teclado QWERTY, es aceptada en los tests PSAT, SAT, SAT II, ACT, AP, y exámenes del IB (bachillerato internacional).
La TI-Nspire también cuenta con un indicador led para indicar que está en "modo de examen", diseñado para no hacer trampa, informando a los supervisores del examen que la calculadora niega el acceso a los archivos guardados. También cuenta con un temporizador; al final de la prueba el supervisor puede comprobar que el "modo de examen"  no haya sido eliminado durante el mismo."."
La versión 2.0 del firmware también contiene algunas mejoras, la más notable el bloc de que se puede utilizar para realizar gráficos de forma rápida y operaciones, y el apoyo a un teclado nuevo que contiene una pantalla táctil.
La versión 3.0 introduce gráficos en 3D, las capacidades de programación Lua, añade algunas características y errores corregidos.
La versión 3.2 incluye gráficas cónicas, gráficas de funciones lineales e inecuaciones (del tipo X=a, X > a, X < a, X ≥ a y X ≤ a) y notación química.

### TI-Nspire CAS
La calculadora TI-Nspire CAS es capaz de mostrar y evaluar los valores de forma simbólica, no solo como números de punto flotante. Incluye las funciones algebraicas como un solucionador de ecuaciones diferenciales simbólicas: deSolve(...), los vectores propios de una matriz compleja: eigVc(...), así como el cálculo basado en funciones, incluyendo límites, derivados, e integrales. Por esta razón la calculadora TI-Nspire CAS es más comparable a la TI-89 Titanium y Voyage 200 que a otras calculadoras. Su objetivo comercial son, probablemente, los estudiantes universitarios y universidades.
A diferencia de la TI-Nspire, que no es compatible con el teclado complementario de la TI-84 Plus. Tiene un "modo de examen" que incluye un sistema similar a la TI-Nspire de LED para notificación que parpadea en verde cuando el "modo de examen" está en uso. La calculadora TI-Nspire CAS es aceptada en los tests SAT y AP, pero no en el ACT ni en el IB.

#### Características
La calculadora TI-Nspire CAS tiene el sistema operativo versión 3.2, lanzado en abril de 2012. El sistema operativo se ha actualizado con frecuencia desde 2007 (debido a los errores y las funciones que faltan), un año después de su lanzamiento en 2006. La versión 2.0.0.1188 y posteriores del sistema operativo añade las siguientes nuevas características:
- Gráficos cónicos
- Notaciones químicas
- Gráficos 3D
- Nuevo mundo de recopilación de datos.

Además de las características implementadas en la versión 3.0.2 lanzada en mayo de 2011:
- Scratchpad (uso rápido y fácil de usar la calculadora y hacer gráficos)
- Nueva pantalla de inicio, mejor organizada
- Cambios en la aplicación "Calculadora"
  - Resolución de sistemas de ecuaciones (lineal o no lineal)
  - Raíces reales y complejas de polinomios.
  - Derivada en un punto
  - Resto, cociente y grado de los polinomios
  - Máximo común divisor
  - Cociente de la diferencia central con las medidas
  - Creación de una matriz d
- Capacidad de programación
  - Capacidad de separar una página de programación de una página de Calculadora
  - Solicitar funciones RequestStr de E / S
  - Salida de texto
- Cambio a aplicación de Gráficos
  - Se puede cambiar la tabla de valores
  - Se puede ocultar las guías objeto de selección
  - Gráficos secuenciales personalizados
  - Zoom para decimal
  - Analizar menú gráfico
    - Cero
    - Mínimos
    - Máximos
    - Intersección
    - Inflexión
    - Dy / dx
    - Integral
- Nueva Aplicación de geometría: es simplemente una aplicación gráfica que solo puede graficar figuras
- Datos y estadísticas de cambios en las aplicaciones
  - Posibilidad de añadir variables X y Y con frecuencia
- Cambios en la aplicación de "Notas"
  - Cálculos en la aplicación de "Notas"
- Ajustes de gráfico en nueva página

### Memoria
Los dos modelos tienen 16 MB de NAND Flash, 20 MB de SDRAM, y 512 KB de flash NOR. El flash NAND contiene el sistema operativo y los documentos guardados, y no es ejecutable. La SDRAM probablemente contiene una versión comprimida del sistema operativo y una copia de todos los documentos activos. El Flash NOR contiene las instrucciones de arranque para cargar el sistema operativo.
La familia TI-Nspire no contiene una batería de reserva (como todos los modelos anteriores) por lo que cuando una batería es removida, la SDRAM se elimina, por ello, la necesidad de cargar el sistema operativo y la estructura de archivos de la NAND Flash a la SDRAM. Esa es la razón por la cual, cuando se retiran las baterías, la calculadora toma un tiempo más largo en cargar, aunque normalmente no lo hace.

### TI-Nspire CX y TI-Nspire CX CAS
La nueva TI-Nspire CAS CX y CX son la última actualización de la familia TI-Nspire. Nuevo diseño delgado con un grosor de tan solo 1,57 cm (casi la mitad de la TI-89), una batería recargable de 1060mA (adaptador de pared está incluido en el paquete), y una resolución de 320 x 240 píxeles con retroiluminación de pantalla en color (3,2" de diagonal) , y la quinta gran actualización es el nuevo OS 3.2, que permite la representación gráfica de cónicas y que es exclusivo de la serie CX. Además, en los modelos anteriores se puede utilizar esta característica con solo una actualización.

#### Diseño
Las nuevas calculadoras TI-Nspire CX y TI-Nspire CX CAS cuentan con un diseño delgado, solo de 1,57 cm que aún mantiene todas las características del modelo anterior, excepto que no es compatible con los teclados de la TI-84. Se dice que tiene un CPU más rápido para proporcionar la energía suficiente para hacer gráficas 3D en color, ecuaciones cónicas y notaciones químicas. Los colores de la calculadora son los mismos para cada modelo. La TI-Nspire CX es blanca y azul oscuro, mientras que la TI-Nspire CX CAS es de color gris y negro. Los puertos han cambiado un poco, el mini-USB se ha trasladado desde el centro hacia la derecha para dejar espacio para el segundo puerto, el nuevo transmisor inalámbrico se montará en la parte superior y no es compatible con los anteriores modelos TI-Nspire. El tercer puerto se encuentra por debajo de la mano y es para el TI-Nspire Dock Station o Estación de Carga TI-Nspire y el Lab Cradle o Estación de Laboratorio TI-Nspire. La TI-Nspire CX no tiene teclado QWERTY y por ello es aceptada en los exámenes SAT. De acuerdo con Texas_Instruments, la calculadora TI-Nspire CX es aceptada en los tests SAT, IB, AP y ACT y la calculadora TI-Nspire CX CAS solo en SAT y AP.

#### Pantalla
Es la primera pantalla con resolución de 320 x 240 píxeles (3,2 "en diagonal) con retroiluminación en color de Texas Instruments, con una resolución de pantalla de 125 ppp en color y 16-bit para gráficos en 3D. El brillo de la retroiluminación puede controlado presionando Ctrl + (+) o (-). La pantalla ligeramente más pequeña que la TI-Nspire con Touchpad.

#### Especificaciones
Ambos modelos cuentan con 100 MB de memoria de usuario y 64 MB de memoria de funcionamiento y cuentan con el "modo de examen", que puede bloquear el acceso a información guardada durante el examen. Esta función solo se puede desactivar mediante la conexión de la calculadora a otra TI-Npsire o a un computador, haciendo un reseteo o quitando la batería. El paquete de venta no incluye el manual del usuario completo, solo se incluye en la edición para profesores, pero viene con un Software de Estudiante para PC / Mac que le permite hacer las mismas operaciones en la calculadora, en el equipo y guardarlos en el bolsillo o viceversa, cualquier archivo creado en la calculadora se puede guardar y abrir en el PC, así como también se puede imprimir. 
El precio de venta para la TI-Nspire CX estaba en $154,99 (SRP 2011), mientras que en el sitio web de Texas Instruments es de $165, más impuestos y envío quedaría alrededor de los $200; y para la TI-Nspire CX CAS, estaba en $162,99 (SRP 2011), en el sitio web de Texas Instruments es de $175, más impuesto y envío quedaría alrededor de los $210.
La familia TI-Nspire CX fue lanzada también para competir con la Casio Prizm las cuales tienen un precio de $120 USD, y tiene casi las mismas características, excepto que esta última solo tiene 20 MB de memoria, a diferencia de la TI-Nspire CX que tiene 100 MB.

## Otras características
Una de las características incluye una tabla periódica, útil para las clases de química. Al igual que con algunas otras calculadoras gráficas de Texas Instruments, la TI-Nspire se puede utilizar con sensores para graficar los fenómenos el mundo real, tales como el Vernier EasyTemp, Vernier Go! Movimiento, Vernier Go! Temp, o Texas Instruments detector de movimiento CBR2.
Además, ha sido hackeado para ejecutar software homebrew. Con el lanzamiento de OS 3.0, the Lua Scripting Language se apoya, permitiendo a los programas de tercera parte se ejecutará sin necesidad de exploits.